# Воловець
Волове́ць  — селище в Україні на Бойківщині, центр Воловецької селищної громади Мукачівського району Закарпатської області.
Воловець розташований у високогір'ї Українських Карпат, на південь від Вододільного хребта та на північ від масиву Полонина Боржава, у долині річок Вича (притока Латориці) та Волівчика, при підніжжі гір Темнатик та Плай, на висоті близько 500 м над рівнем моря.
Через Воловець проходить залізниця, котра сполучає Київ та Чоп. За 11 км від Воловця через с. Нижні Ворота проходить міжнародна траса М06 (Київ — Чоп). Відстань до обласного центру (Ужгород) 115 км, до Львова 190 км, до Києва 750 км.
Перший населений пункт на Закарпатті, куди було завдано ракетного удару з боку Російської федерації, під час російсько-української війни, увечері третього травня 2022 року. 10 жовтня в місті пролунав вибух.

## Населення
У 1870 році у Воловці проживало 600 осіб. 1900 року в селі проживало 1284 осіб, у тому числі 839 українців, 253 німців, 177 угорців, 3 словаки, 1 румун, 11 євреїв.
В 1936 році склад населення був такий-  2050 жителів,з них українців(русинів)-1482,євреїв - 302,чехів і словаків- 115,угорців - 100,німців-18,інших-33.
У 2001 році в селищі проживало 5178 осіб.

### Чисельність
| 1870    | 1900    | 1959    | 1970    | 1979    | 1989    | 2001    |
| ------- | ------- | ------- | ------- | ------- | ------- | ------- |
| 600     | ▲ 1 284 | ▲ 3 652 | ▲ 4 356 | ▲ 5 539 | ▲ 6 760 | ▼ 5 186 |
| 2003    | 2004    | 2005    | 2006    | 2007    | 2008    | 2009    |
| ▼ 5 127 | ▬ 5 112 | ▼ 5 067 | ▬ 5 046 | ▬ 5 050 | ▲ 5 074 | ▲ 5 082 |
| 2010    | 2011    | 2012    | 2013    | 2014    | 2015    | 2016    |
| ▲ 5 090 | ▲ 5 104 | ▲ 5 177 | ▬ 5 169 | ▬ 5 171 | ▼ 5 159 | ▲ 5 175 |
| 2017    | 2018    | 2019    | 2020    | 2021    | 2022    |         |
| ▲ 5 194 | ▼ 5 166 | ▼ 5 128 | ▼ 5 077 | ▼ 5 036 | ▼ 4 961 |         |

### Мова
Розподіл населення за рідною мовою за даними перепису 2001 року:
| Мова            | Кількість | Відсоток |
| --------------- | --------- | -------- |
| українська      | 5081      | 98.13%   |
| російська       | 71        | 1.37%    |
| угорська        | 11        | 0.21%    |
| білоруська      | 5         | 0.10%    |
| болгарська      | 1         | 0.02%    |
| вірменська      | 1         | 0.02%    |
| словацька       | 1         | 0.02%    |
| інші/не вказали | 7         | 0.13%    |
| Усього          | 5178      | 100%     |

## Історія

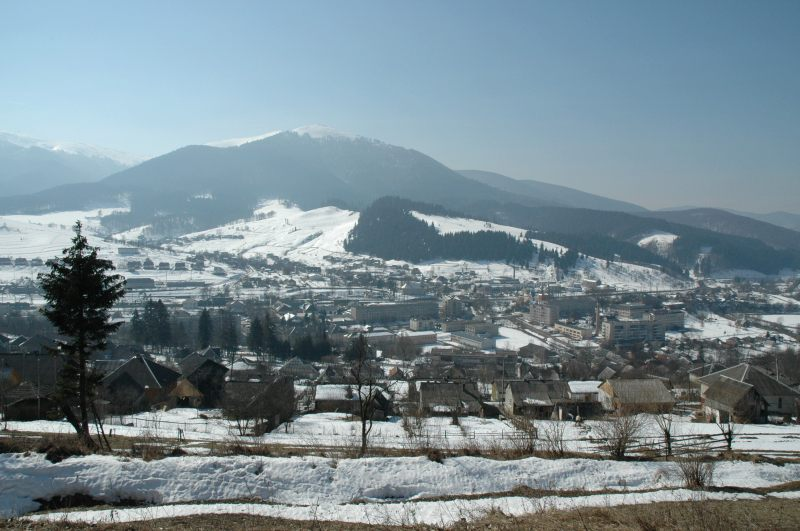
Воловець взимку

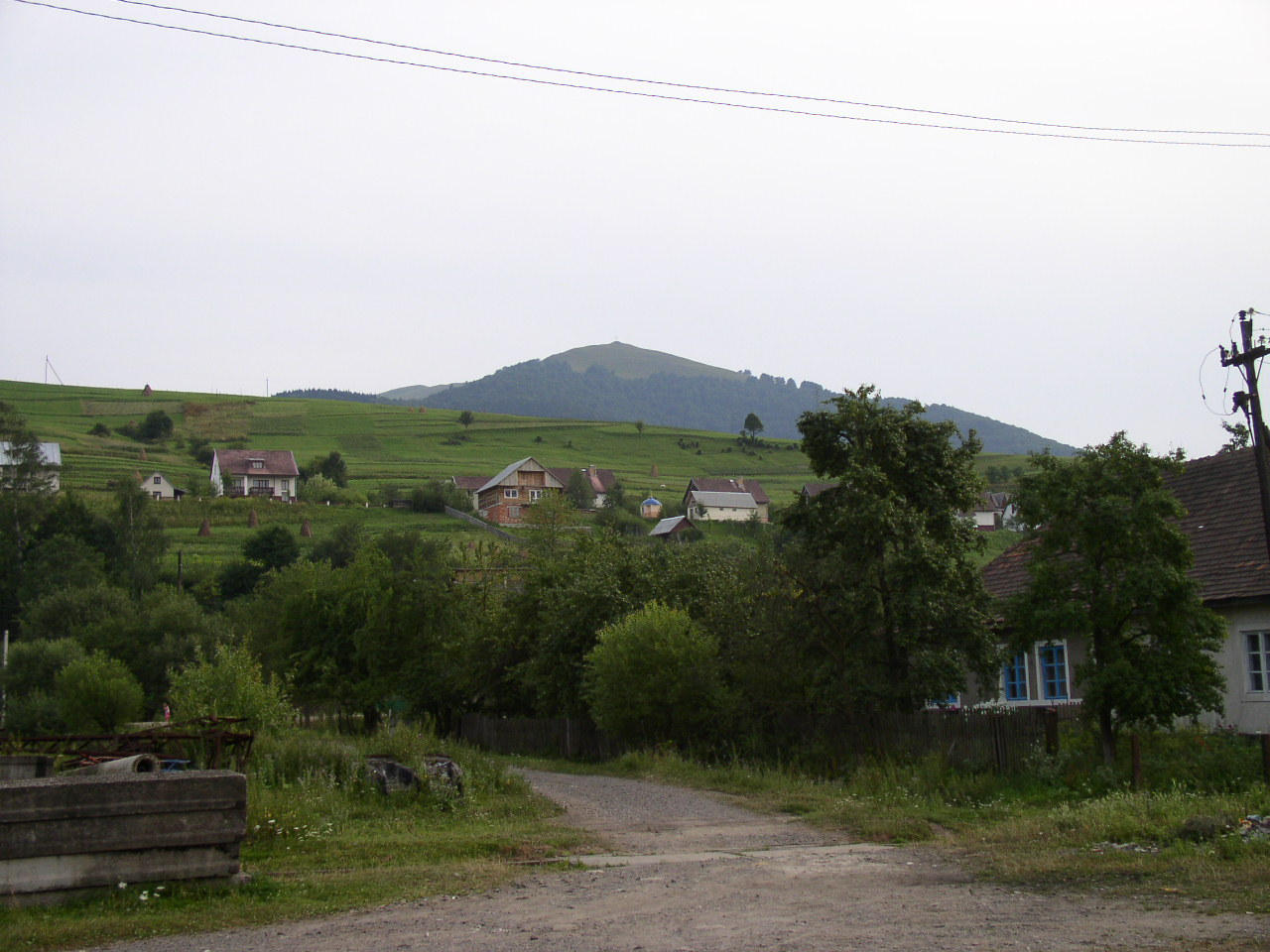
Воловець, гора Темнатик

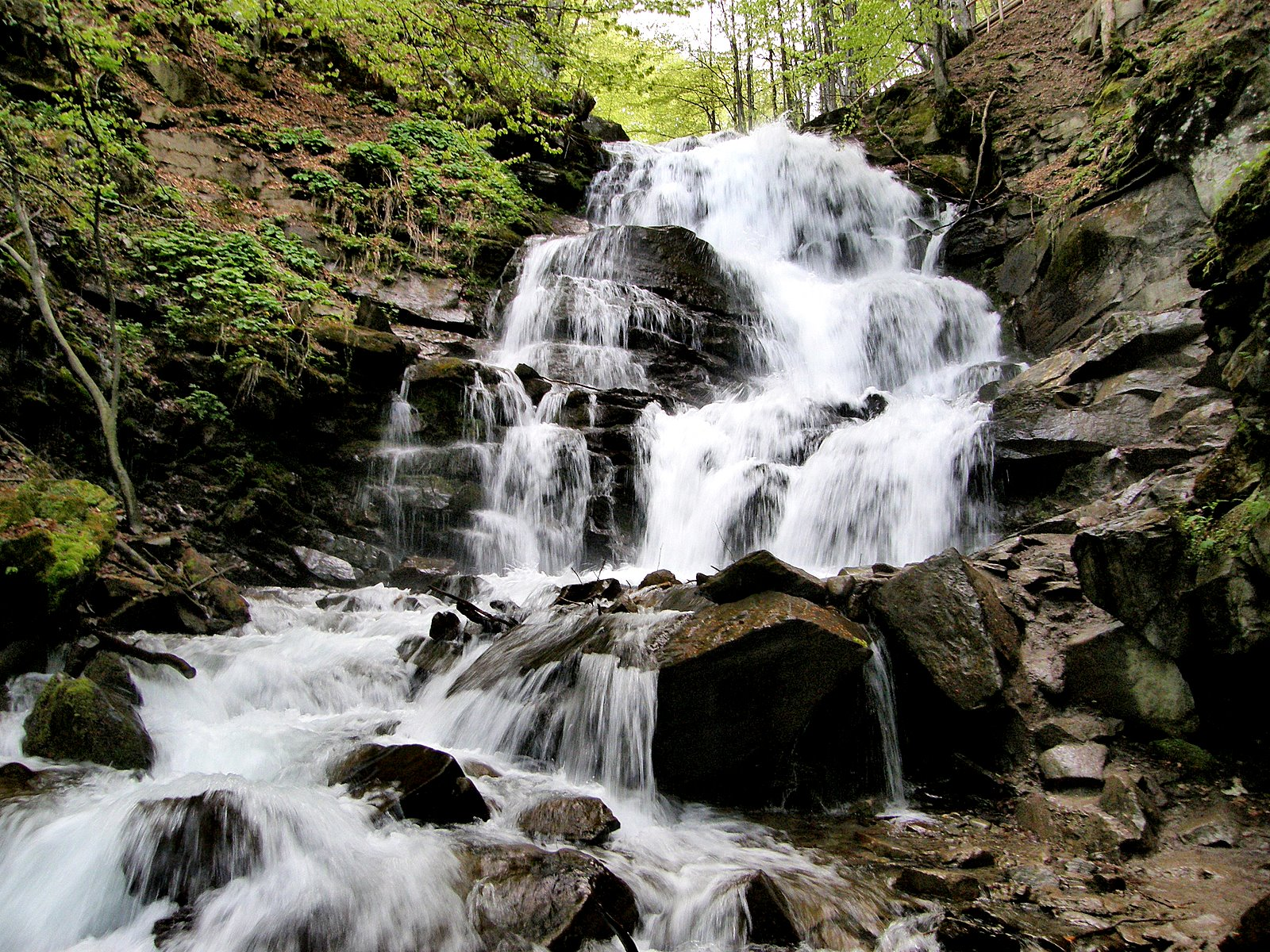
Водоспад Шипіт

Археологічні знахідки свідчать, що місцевість сучасного Воловця була заселена в добу бронзи. 1930 року тут знайдено два скарби, які налічували 23 бронзових та 5 золотих предметів, які підтверджують існування тут поселення наприкінці ІІ тис. до н. е. За переказами, назва Воловця походить від назви річки Волівчик, у якій пастухи в давнину напували волів, які паслись на багатих травами полонинах.
Перша згадка про Воловець припадає на 1433 рік, коли він разом з навколишніми землями належав феодалам Переньї та частково Білкеям. У наступні роки Воловець переходив від одного до іншого, а на початку XVII ст. його включили в Мукачівську домінію. 1625 року начальник гарнізону Мукачівського замку Янош Балиндя подарував його Олексі Шімону. В дарчій грамоті, підтвердженій 1628 року, вказувалося, що новий хазяїн зобов'язаний поселити тут своїх кріпаків.
У 1645 році трансильванський князь Дєрдь ІІ Ракоці, який вів активну боротьбу за розширення своїх володінь, приєднав до них і Воловець. Село в той час було невеликим, у ньому проживало кілька десятків сімей. Основним заняттям жителів було тваринництво. На початку XVI ст. селяни були повністю закріпачені. Феодальні війни і міжусобиці неодноразово приводили до розорення Воловця. Так, в 1657 році польські війська на чолі з воєводою Любомирським зробили наїзд на володіння цього князя. Багато сіл, у тому числі Воловець, були зруйновані і спустошені. Після придушення визвольної війни угорського народу 1703—1711 рр. всі володіння її керівника Ференца ІІ Ракоці були конфісковані і в 1728 році перейшли до графа Карла Шенборна. Воловець увійшов у Мукачівсько-Чинадіївську домінію.
Перша половина XIX ст. характеризувалася розширенням поміщицького господарства за рахунок наділів кріпаків і посиленням їх експлуатації. Пригнічені селяни не мирилися з кріпосницькими порядками і неодноразово виступали проти експлуататорів. У 1761—1762 рр. 33 жителі Воловця перебували в тюрмі за непідкорення адміністрації домінії. Влітку 1831 року на Закарпатті вибухнуло повстання селян, у якому взяли участь і жителі села. Унаслідок революції 1848—1849 рр. кріпосне право скасували.
У другій половині XIX ст. Воловець був порівняно великим селом на Верховині. У 30-ті роки XIX ст. у Воловці почало діяти напівкустарне підприємство по виготовленню черепиці і цегли. 1872 року італійськими промисловцями було розпочато будівництво залізниці.
У 1882 році у Воловці почав діяти перший навчальний заклад — державна початкова школа.
В 1900 році в селі проживали 1284 чол., у тому числі 839 українців, 253 німців, 177 угорців, 3 словаки, 1 румун, 11 євреїв; в селі було 198 будинків, з яких 24 кам'яних та 174 дерев'яних. Триповерховий будинок належав багатому Грімбергу.
У 1900 році тільки 346 жителів вміли читати і писати. 1909 року двоє вчителів навчали 107 учнів.
У 1901 році одна із будапештських фірм змонтувала у Воловці лісопилку, яка виготовляла будматеріали, на ній працювало 25—30 осіб. У 1906 р. її переобладнали, обладнавши паровим двигуном.Так постала деревообробна фабрика,володів нею підприємець єврейського походження Мойзеш Грінберг.В 1944 році сім,я Грінберга-14 чоловік- були депортовані разом з іншими воловецькими євреями до концтабору Освєнцім,де всі вони загинули.
1914 рік — російські війська оволоділи селом, 200 воловчан приєднались до війська(?).
1919 рік — проголошено радянську владу,тоді Закарпаття було в складі Угорщини,яка під проводом Бели Куна проголосила радянську владу.Ця влада протрималась на Закарпатті 40 днів, а наприкінці квітня цього року чехословацькі війська ввійшли у Воловець.Почалася 20-літня  стадія історії Воловця в складі Чехословацької республіки.
1929—1933 роки — мітинги і демонстрації проти соціального гноблення.
1932—1933 роки — судові процеси проти непокірних 36 селян, що пасли худобу у лісі біля Латориці, демонстрації голодних селян.
1938 рік — у Воловці проживало 2350 мешканців, у школі навчало семеро вчителів 132 дітей.
1939 рік — Угорська окупація. Страчено 3-х осіб, 11 кинуто в тюрму, 93 відправлено на примусові роботи.
9 жовтня 1944 року у Воловець увійшли радянські війська 351 стрілецької дивізії.
Листопад 1944 року — створено Народний комітет, який передав землі селянам і націоналізував лісопильний завод.
У 1944 році почала функціонувати початкова школа, а в 1945 році на її базі — середня.
1946 рік — почав діяти медпункт.
1947 рік — відкрито лікарню на 30 ліжок.
1948 рік — створено колгосп «Радянська Верховина».
1950 рік — відкрито клуб і бібліотеку з книжковим фондом 18000 екземплярів.
1957 рік — Воловець став селищем міського типу.
1958 рік — почав працювати соко-винний завод.
1963 рік — створено лісокомбінат.
1973 рік — почала функціонувати «нижня площадка» філіалу Львівського заводу «Електрон».
1978 рік — почала функціонувати «верхня площадка» філіалу Львівського заводу «Електрон».
3 травня 2022 року у приблизно 20 годин по Воловцю був завдан ракетний удар з боку Росії. Був зруйнован вокзал Воловця а також домівки поблизу. Це був перший ракетний удар по Закарпатській області. 10 жовтня того ж року в селищі пролунав сильний вибух. 26 серпня 2024 року був знову завдан ракетний удар по Воловцю. 

## Храми
Церква св. Миколи (?). XVIII ст.
Коли книги вже друкували, у Воловці пощастило знайти картину, на якій зображено дерев'яну бойківську церкву, що стояла на місці збудованої у 1894 р. мурованої церкви (див. стор. 330). На підрамнику — підпис угорською: «Намалював художник Еде Ріні (Гриняк) в серпні 1890 p.». Художник, очевидно, зупинявся у добротному будинку лісника і подарував йому картину, яка перейшла у спадок нащадкам.
Художник мав змадяризоване прізвище, але в дужках підписав справжнє.
Церква Вознесіння Господнього. 1926.
Православну громаду заснував у Воловці та Канорі в 1925 р. емігрант з Росії (а можливо, з України, бо розмовляв українською мовою) о. Лев Тиблевич, що став також першим православним священиком.
Ініціатором православного руху з місцевих людей був Андрій Беца, який очолив спорудження дерев'яної церкви. Разом з ним працювали Іван Мадяр, Федір Баганич і, можливо, брати Андрія Беци Олекса та Михайло. Згадують серед майстрів також братів Ільницьких — Івана, Василя та Михайла.
А. Беца зробив до церкви іконостас, царські двері, гробницю і світичі. На спорудження церкви зібрали 40 тисяч чехословацьких корон (очевидно, певну частину виділила держава). Дошки закупили у власника місцевої лісопильні Шайо Ґрінберґа. Дзвони купили місцеві залізничники. Невідомо хто зробив проєкт цієї цікавої споруди. Одночасно вірники збирали кошти і матеріали на муровану церкву, хоч у 1931 р. громада мала борг 15 тисяч корон за ділянку землі, на якій уже стояла церква.
Наступним священиком був о. Фома Росоха — активний проповідник православ'я, який також переводив людей через кордон у СРСР.Він був радянським розвідником в період другої світової війни,засуджений хортіївським судом  на довічне тюремне ув,язнення.В групу Росохи входили  Павло Беца,Іван Мадяр,Іван Овсак,Василь Іванчо,Павло Кобрин,Андрій Кобрин,Іван Тимкович,Іван Брунцвик.Всі вони  були також засуджені на сроки від 15 до п,яти років. Семеро  загинули в концтаборах Німеччини.Про долю Росохи і його товаришів написав  книгу краєзнавець Василь Пагиря "Зорі Верховини".
Дерев'яна церква каркасної конструкції та традиційна двоярусна дзвіниця утворювали цікавий ансамбль дерев'яних споруд на місці, де тепер стоять приватні будинки позаду будівлі пошти. Чотири главки увінчували гребені ґонтових дахів, а на перетині дахів височіла дещо більша главка.
У серпні 1943 р. внаслідок воєнних дій церкву було незначно пошкоджено. Тоді ж церкву і дзвіницю розібрали люди, що залишилися без житла через залізничну аварію.
Дзвони перенесли до мурованої церкви. Хоругви і різьблена гробниця зберігалися в людей.
Церква Вознесіння Господнього. 1894.
Перша згадка про Воловець належить до 1433 р. Парохія існувала в XVII ст., а в 1692 р. Воловець був філією Канори. Тоді священиками були Прокіп та Іван Олексаковичі.
За урбаріальним записом 1699 р. поміщик передав для парохії ділянку Луки Рушковича. У 1733 р. згадують дерев'яну церкву св. Михайла з двома дзвонами. У 1778 р. філіями були Канора з дерев'яною церквою і Яблуново. Наступна згадка про дерев'яну церкву — в 1797 р.
Перша дерев'яна церква стояла в Вишньому кінці, але згоріла. Теперішню муровану церкву збудовано за священика Антона Фанковича на місці, де до 1890 р. стояла розкішна дерев'яна бойківська церква, перенесена сюди зі старого цвинтаря. Оснування посвятили 8 червня і незабаром довкола старої церкви вивели мури нової, а дерево потім винесли через двері.
Муровану церкву збудували майстри з Мукачева, а каміння возили із Скотарського. Посвятили храм 28 листопада 1893 р. Біля церкви — мурована дзвіниця, споруджена на кошти громади Федором Тимковичем та Юрієм Мадяром, і кам'яний хрест з 1904 р. На цвинтарі біля церкви є кілька гарних кованих надмогильних хрестів.
У 1934 р. за священика М. Фанковича церкву капітально відремонтували місцеві майстри Іван та Петро Ляхи на чолі з інженером Михайлом Попом, який також обладнав іконостас.
Багато церковних атрибутів містять імена дарителів та жертвувачів. Так, одне Євангеліє купили Калина і Юрій Тимковичі за кошти, виручені від продажу волів, подружжя Софілканичів подарувало образ Божої Матері, за художнє оздоблення храму заплатив І. Райчинець.
Стару церкву залишено православним. 23 травня 1996 р. єпископ І. Семедій освятив камінь під фундамент нової греко-католицької церкви в присутності архітектора майбутнього храму О. Ляшенка, пароха о. Василя Бляшина, куратора М. Токача. До 1999 р. вимуровано корпус церкви з двома стрункими вежами.
У Воловці в 1923 р. народився Іван Лявинець — церковний діяч і літератор, теперішній перший екзарх греко-католицької церкви в Чехії.

## Присілки

### Яблуново
Яблуново — колишнє село в Україні, в Закарпатській області. Об'єднане з Воловець. Згадки: 1570: nova pagus Almamezö, 1773: Alma Mező, Jablonon, 1808: Almamező, Jablonowá, 1851: Almamező, Jablonov, 1877: Almamező, Jablunyiv, 1902: Almamaző, 1913: Almamező, 1925: Jablonovo, 1930: Jablonov, 1944: Almamező, Яблонка.
Сьогодні пасажирський залізничний зупинний пункт Ужгородської дирекції Львівської залізниці.
Храм Воздвижения Чесного Хреста. 1921 або 1926.
Невелика дерев'яна двозрубна церква, збудована нижньоворітським майстром Василем Улинцем, подібна до його пізнішої церкви в селі Пашковець.
Споруда була значно привабливішою, поки зберігала традиційне покриття дранкою. Головний фасад, а також вежу з завершенням вирішено в стилі барокових церков Воловеччини. У цьому ж стилі вирішено гранчастий вівтарний зруб з круглим вікном. При вході прибудовано засклений ґанок під двосхилим дахом.
Усередині церква має кілька реліквій: царські двері роботи місцевого майстра Ґашпара і дияконські двері, передані сюди з розібраної дерев'яної церкви в Таламаші. Замість традиційного іконостаса на стінах розвішано образи. Попри свої невеликі розміри, церква є архітектурною домінантою села.

## Відомі люди

Група учнів 11-А класу Воловецької СШ, 1965, по центр — Марія Годованець

Михайленко Омелян Трохимович (1933 - 1995) - український лікар акушер-гінеколог, визначний вчений, доктор медичних наук, професор, Член-кореспондент Національної Академії Медичних Наук України, заступник директора по науці Київського НДІ педіатрії, акушерства і гінекології: районний акушер-гінеколог Воловецького району в 1957 - 1960 роках.
- Коберський Лев — один із перших кавалерів бойової нагороди Українських Січових Стрільців — срібної медалі хоробрості, похований у селищі
- Мирослав-Любомир Чепа — український психолог, автор гіпотези Вельтмана — Чепи, закінчив Воловецьку с/ш.
- Марія Максимівна Годованець (*1936) — вчителька фізики, класний керівник учнів 11-А класу Воловецької с/ш 1965 року р. в., сестра відомих українських вчених, докторів медичних наук, професорів УжДУ, братів Олександра Кишка та Миколи Кишка, та доктора фізико-математичних наук, проректора та професора УжДУ, Степана Кишка.
- Лендєл Василь Георгійович (* 1949) — український хімік
- Гамага Віра Степанівна (Баганич);   (1937, смт Воловець, нині Закарпатська область — 2018) — українська співачка, фольклористка. Заслужена артистка України (2017). Почесна громадянка Воловця.

## Цікаві факти

Трамплін

З історії воловецького трампліну: першу згадку про нього знаходимо у річному звіті голови лижної секції мукачівського клубу туристів, надрукованому січневому (за 1930 р. стор.58) номері журналу «Zimní Sport» /Зимовий спорт/ — органі Союзу лижників Чехословаччини, до складу якої у міжвоєнний період входило Закарпаття:
У літні місяці (1929 року) керівництво клубу готувало будівництво першого лижного трампліна у Воловці. Знайшли місце, розробили плани і створили фонд для будівництва трампліну». У подібному звіті за наступний рік читаємо: — Функціонери клубу старанно підготували будівництво жупного (тобто крайового) лижного трампліну, яке здійснюється біля Воловця за суттєвої допомоги технічної роти 19-го піхотного полку і буде завершено цього /1931/ року. Трамплін будується за проєктом архітектора Яролімка, і передбачається, що з нього буде можливо стрибати на дальність до 50 м". До речі, про відкриття реконструйованого трампліну, коло фаворитів тих змагань можна дізнатися зі статті у будапештській газеті «Nemzeti sport» /Національний спорт/ (№ 53, 1940), що вийшла напередодні старту: «Найкращі угорські стрибуни на лижах зібралися у Воловці, щоб поборотися на незвично великому трампліні. Спортсмени наполегливо тренувалися, але через примхи погоди урочисте відкриття трампліну і самі змагання довелося переносити: в четвер пішов дощ і змив сніг, що вкривав трамплін. Але в суботу випало 15 см свіжого снігу і температура понизилася до 5 градусів морозу. Тож невдовзі змагання відбудуться! Фаворитом є безумовно Дарабош, але холоднокровність і розсудливість Ваньї можуть дати шанс на перемогу і йому. Найвірогіднішим претендентом на третю медаль є Козма. Ми з нетерпінням чекаємо на результати.

Шандор Дарабош на той момент був 4-разовим чемпіоном Угорщини, учасником чемпіонату світу 1935 року; Пал Ванья — чемпіон Угорщини 1931, 1932, 1933, 1938 та 1939 років, пізніше він переміг і у чемпіонатах 1941 та 1943 рр., та стартував на Зимових Олімпійських іграх 1948 року. Ласло Козма у Воловці був вже 5-разовим чемпіоном Угорщини у командному заліку.
Про цей цікавий історичний факт можна довідатися, оглянувши оновлені фотоекспозиції районного краєзнавчого музею у Воловці. На жаль, за стільки років від унікального трампліна вже практично нічого не залишилося. Досі збереглись тільки бетонні тумби поміж ялинками в лісі — колишній фундамент трампліну.

## Гірськолижний курорт
Курорт Воловець сподобається новачкам, лижникам, які тільки почали освоювати гірські схили. Це селище — ідеальне місце, якщо ви хочете відвідати якомога більше пам'яток Карпат.
- Готелі в смт. Воловець:
- Грінвіч на розміщення 50 осіб.
- Над Вичов на розміщення 25 осіб.
- Гостинний двір Воловець на розміщення 50 осіб.

## Туристичні місця
У 1930 році тут знайдено два скарби, які налічували 23 бронзові та 5 золотих предметів, які підтверджують існування тут поселення наприкінці ІІ тис. до н. е.
- Лижний трамплін, 1931 рік
- Краєзнавчий музей
- Св. Миколи (?). XVIII ст.
- Палац Грімберга
- Храм Вознесіння Господнього, 1926.
- Храм Вознесіння Господнього, 1894.
- Храм Воздвижения Чесного Хреста, 1921 або 1926.